# 国民革命军第一一九军
国民革命军第一百一十九军，是1949年组建的一支部队。

## 历史
1949年4月，西北軍政長官公署在甘肃天水组建第一一九军，隶属第7兵团：
- 军长王治岐（黄埔一期）
- 副军长蒋云台
- 参谋长郭宝贤（被俘）/王灏鼎（军部监察组组长代）/袁耀宸（1949.11）
- 第191师：为胡宗南嫡系第九十一军主力师，长期驻河西走廊。1949年5月配属该军。师长廖凤运，副师长冯济安，参谋长朱玉清
  - 第572团，团长郭佩德
  - 第573团，团长陈伯鹏
  - 骑兵团，团长薛廉
- 第244师： 师长蒋云台兼，副师长吴继高/杨伯达，参谋长章士魁
  - 第730团，团长章士魁/郭殿亮
  - 第731团，团长李德凯/曹国瑞
  - 第732团，团长杨伯达
- 第247师：甘肃保安团改编。师长陈倬（甘肃省保安副司令）[3][4]/李惠民（1949.11），副师长李惠民/王灏鼎（1949.11），参谋长余荣萱。
  - 第739团，团长王泽勉（该团系补充第4团改称，由文县自卫队改编）
  - 第740团，团长张棢堂
  - 第741团，团长杨鸿轩/张孝友（该团系补充第1团改称，由西和县自卫队改编）
  - 骑兵团，团长赵禹亭。在岷县率部起义投共，改编为中国人民解放军解放军第二军独立骑兵团

1949年5月调至关中参加扶郿战役，军参谋长郭宝贤、第247师参谋长余荣萱、第741团团长杨鸿轩、第244师第731团团长李德凯等在此役中被俘，部队损失惨重，原有二万余人的部队仅余不足5千人。第191师自行脱离指挥（后归还第91军建制）。1949年9月该军进驻陇南。1949年11月以陇南各县自卫队为基础成立六个补充团：
- 补充第1团：由西和县自卫队改编，后改为第247师第741团。团长张孝友
- 补充第2团：编入第244师，团长龙一飞。为中共陇南工委掌握。
- 补充第3团，团长陈秀（由成县自卫队改编）
- 补充第4团，由文县自卫队改编。后改为第247师第739团，团长王泽勉。
- 补充第5团，团长石文正
- 补充第6团，团长刘世英（由徽县自卫队改编）

1949年12月该军由副军长蒋云台率领武都起义，改编为中国人民解放军西北独立第三军，军长蒋云台。